# Françoise Debrenne
Françoise Debrenne (ur. 28 maja 1932 w Paryżu) – francuska paleontolożka, badaczka archeocjatów.

## Życiorys
Urodziła się jako Françoise Botton. Towarzyszyła swojemu ojcu, inżynierowi Henriemu Botton, w pracach: pierwszą skamieniałość zebrała w wieku pięciu lat. W 1950 zdałą maturę. W 1954 wyszłą za mąż za Maxa Debrenne'a. W 1964 na Uniwersytecie Paryż VI obroniła rozprawę (fr. thèse d’Etat, przybliżony odpowiednik habilitacji) poświęconą archeocjatom Maroka, Sardynii i Francji. Jej kariera zawodowa związana była z Centre national de la recherche scientifique, gdzie pracowała od 1954 do 1997; w 1990 zajmowała stanowisko dyrektora badań (fr. directeur de recherche, przybliżony odpowiednik profesora w systemie polskim). 

## Badania naukowe

### Osiągnięcia
Françoise Debrenne zajmowała się przede wszystkim systematyką archeocjatów. Opisała liczne nowe taksony w obrębie tej gromady, spomiędzy których można wymienić dla przykładu rodziny Dokidocyathellidae Debrenne, 1964 i Favilynthidae Debrenne, 1989 oraz rodzaje Inessocyathus Debrenne, 1964, Stapicyathus Debrenne, 1964, Dailycyathus Debrenne, 1970 i Rectannulus Debrenne, 1977.

### Wybrane publikacje
W sumie Françoise Debrenne między 1954 a 2020 opublikowała 199 prac naukowych i popularnonaukowych.
- Archaeocyatha : Contribution à l'étude des faunes cambriennes du Maroc, de Sardaigne et de France (1964)[5]
- Faune d'Archéocyathes de l'Anti-Atlas occidental (bordures Nord et Sud) et du Haut Atlas occidental. Cambrien inférieur, Maroc (F. Debrenne, M. Debrenne & A. Faure-Muret, 1990)[6]
- Archéocyathes réguliers : morphologie, systématique, biostratigraphie, paléogéographie, affinités biologiques (Françoise Debrenne, Alexis Rozanov & Andrei Zhuravlev, 1990)[7]
- Archéocyathes irréguliers : morphologie, ontogénie, systématique, biostratigraphie, paléoécologie (Françoise Debrenne & Andrei Zhuravlev, 1992)[7]
- The past of sponges, sponges of the past (1999)[8]
- Evolution of Shallow-Water Level-Bottom Communities (w: The Ecology of the Cambrian Radiation; Mikhail B. Burzin, Françoise Debrenne & Andrey Yu. Zhuravlev, 2000)[9]
- Distribution of the archaeocyath-calcimicrobial bioconstructions on the Early Cambrian shelves (Anna Gandin & Françoise Debrenne, 2010)[10]
- Systematic descriptions: Archaeocyatha (w: Treatise on Invertebrate Paleontology; F. Debrenne, A. Yu. Zhuravlev & P. D. Kruse; 2012)[3]

## Upamiętnienie
Na jej cześć nazwano gatunek archeocjata Retilamina debrenni Savarese & Signor, 1989.